# Juriniopsis peruana
Juriniopsis peruana är en tvåvingeart som beskrevs av Charles Howard Curran 1960. Juriniopsis peruana ingår i släktet Juriniopsis och familjen parasitflugor.
Artens utbredningsområde är Peru. Inga underarter finns listade i Catalogue of Life.